# Elvis Bratanović
Elvis Bratanović (* 21. srpna 1992) je slovinský fotbalový útočník a mládežnický reprezentant, momentálně hráč klubu NK Domžale. Jeho místo je na hrotu útoku, případně může operovat jako podhrotový hráč. Mimo Slovinsko působil na klubové úrovni v Česku a Polsku.

## Klubová kariéra
Bratanović působil ve Slovinsku v klubech NK Celje a NK Rudar Velenje. V dresu Rudaru debutoval ve svých sedmnácti letech v dospělém fotbale. Celkem za klub odehrál 93 ligových utkání a vsítil 26 branek.

### FK Teplice
V prosinci 2013 se domluvil na čtyřleté smlouvě s českým klubem FK Teplice, který posiloval v zimní ligové přestávce kádr. Přišel s očekáváním klubu gólově nahradit dlouhodobě zraněného bosenského útočníka Aidina Mahmutoviće. Zájem o hráče měl mj. i popřední slovinský klub NK Maribor. V soutěžním zápase debutoval 21. února 2014 v ligovém střetnutí proti FK Dukla Praha (porážka 1:3). Byl blízko vstřelenému gólu, jeho pokus ze 4. minuty zastavila tyč. První ligové branky se dočkal až 4. dubna 2014 a byl to vítězný gól, kterým Teplice porazily 1. FK Příbram 1:0. Nekompletní sezonu 2013/14 v dresu Teplic zakončil s bilancí 6 ligových zápasů a 1 vstřelená branka.

### Bohemians Praha 1905 (hostování)
V červnu 2014 odešel na roční hostování s opcí do Bohemians 1905. V předposledním kole Synot ligy 2014/15 23. května 2015 pomohl svým prvním hattrickem k výhře 3:2 nad týmem FC Viktoria Plzeň, již jistým šampionem ligy. Celkem odehrál v sezóně 2014/15 za Bohemians 26 zápasů a vstřelil 7 gólů. Po sezóně se vrátil do Teplic.

### Termalica Bruk-Bet Nieciecza
Na začátku roku 2016 odešel z Teplic do Polska a posílil klub Termalica Bruk-Bet Nieciecza.

### NK Domžale
V létě 2016 změnil angažmá, odešel do slovinského klubu NK Domžale, kde podepsal 4letý kontrakt.

## Reprezentační kariéra
Bratanović je mládežnickým reprezentantem své země, nastupoval ve slovinských výběrech do 19 a 21 let.

## Úspěchy

### Individuální
- Hráč měsíce Synot ligy za květen 2015[10]